# ...Se non avrei fatto il cantande
...Se non avrei fatto il cantande è il primo album del cabarettista e cantante pugliese Checco Zalone, pubblicato nel 2006.
Il brano "La polizzia" è una parodia de Sei la vita mia di Mario Rosini, brano seconda al Festival di Sanremo 2004. Il brano dell'ultima traccia dell'album, Zio Santuzzo, è una parodia di Carmen Consoli.

## Tracce
Testi e musiche di Luca Medici, tranne La polizzia.
1. Io faccio il cantande - 3:40
2. La ginnastica - 2:11
3. La polizzia (testo: Luca Medici – musica: Luigi Patruno, Michele Marmo, Luigi Rana, Giovanbattista Giorgilli)  - 3:27
4. Telefonata impossibbile - Mi è finito il credito - 2:07
5. I cinesi - 3:44
6. La mia prima fidanzata - 3:26
7. Mia cuggina - 2:50
8. Mimma - 3:01
9. Telefonata impossibbile remix - La batteria è scarica - 2:06
10. La clobalizzazzione - 2:47
11. Checco Rap - 3:18
12. Ritardo mestruale - 3:04
13. Telefonata impossibbile reremix - Nun ce sta' chiù na tacca - 2:08
14. Zio Santuzzo (feat. Checco Consoli) - 2:16

## Formazione
- Luca Medici (Checco Zalone) – voce, tastiera e pianoforte (traccia 3), chitarra (traccia 14)
- Paolo Iannattone – arrangiamento, cori
- Vito Ottolino – chitarre